# Sura (fiume)

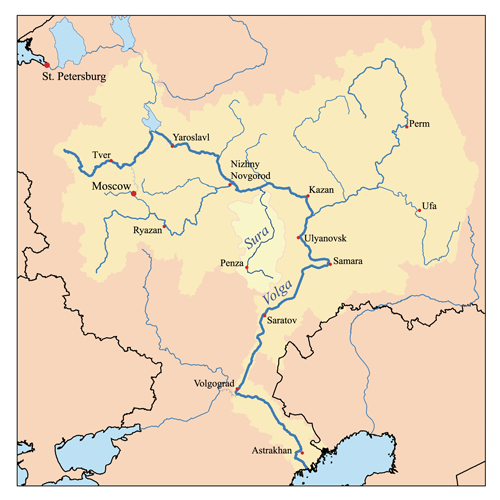
Bacino del Volga

La Sura (in russo Сура́?; in ciuvascio: Săr; in lingua erza: Сура лей) è un fiume della Russia europea centrale, affluente di destra del Volga.
Nasce dalle Alture del Volga, al confine fra le oblast' di Penza e di Ul'janovsk, dirigendosi verso ovest; poco prima di Penza, cambia direzione, dirigendosi dapprima verso nordest e successivamente, dopo circa 300 km, verso nordovest. Dopo 841 km di corso, sfocia nel bacino di Čeboksary sul Volga, a 2 064 km dalla foce, nei pressi del confine fra l'oblast' di Nižnij Novgorod e la Repubblica autonoma dei Mari.
Il fiume tocca alcune città di rilievo, la prima delle quali è Penza; altre cittadine sono Sursk, Alatyr', alla confluenza con il fiume omonimo, Šumerlja e Jadrin. Fra i maggiori affluenti dalla sinistra idrografica sono l'Urga, la P'jana, l'Alatyr', la Uza, la Kadada, e dalla destra l'Inza, il Baryš, la Bezdna e la Kirja.
Il fiume gela, in media, da novembre-dicembre a marzo-aprile; è navigabile nel basso corso.